# Seto
Seto (瀬 戸 市, Seto-shi) és una ciutat situada a la prefectura d'Aichi, Japó. L'1 d'octubre de 2019, la ciutat tenia una població estimada de 127.659 habitants i 56.573 llars, la seva densitat era de població d'1.146 persones per km². La superfície total era de 111,40 quilòmetres quadrats.

## Història
Durant el període Edo, la zona que és l'actual Seto estava controlada per Owari Tokugawa del Domini Owari. Aquesta zona era famosa per la seva producció de ceràmica des del període Kamakura. Durant el període Meiji, les viles es van organitzar el 1888 per establir un sistema modern de municipis, convertint-se en un poble el 1892. Després d'annexionar-se el poble d'Akatsu el 1925, Seto va passar a ser una ciutat l'1 d'octubre de 1929. Gran part de la ciutat va ser destruïda per atacs aeris el 1945 durant la Segona Guerra Mundial.
Durant la postguerra, la ciutat va créixer com a ciutat dormitori de Nagoya per al turisme. El 25 de març de 2005, es va obrir l'Expo de 2005 amb el seu lloc principal a Nagakute i una activitat addicional a Seto. L'exposició va continuar fins al 25 de setembre del 2005.

## Clima
La ciutat té un clima caracteritzat per estius càlids i humits i hiverns relativament suaus segons la Classificació climàtica de Köppen. La temperatura mitjana anual a Seto és de 14,8 °C. La precipitació mitjana anual és de 1810 mm, amb el mes de setembre com el mes més plujós. Les temperatures són més altes de mitjana a l'agost, al voltant dels 27,3 °C, i les més baixes al gener, al voltant dels 3,1 °C.

## Govern
Seto té una forma de govern d'alcalde-consell amb un alcalde elegit directament i una legislatura de ciutat unicameral de 26 membres. La ciutat aporta dos membres a l'Assemblea Prefectural d'Aichi. En termes de política nacional, la ciutat forma part del districte 6 d'Aichi de la cambra baixa de la Dieta del Japó.

## Ciutats Germanes
- Icheon, Corea del Sud[4] des de 1996
- Limoges,[4] França
- Nabeul,[4] Tunísia
- Jingdezhen, Jiangxi,[4] Xina

## Persones notòries
- Sayaka Aoki, còmic
- Junji Suzuki, polític
- Asaka Seto, actriu
- Manpei Takagi, actor
- Toru Hasegawa, - futbolista professional
- Hayata Ito, jugador de beisbol professional
- Sōta Fujii, jugador de shogi professional